# Sexsomnia
La sexsomnia o sleep sex è un disturbo del sonno che ha effetti simili al sonnambulismo, ma porta il soggetto che ne è affetto ad avere veri e propri rapporti sessuali o praticare la masturbazione mentre è sonnambulo, atti coperti solitamente da amnesia. Ciò avviene sia con il proprio partner sessuale che con persone sconosciute incontrate casualmente. Circa un centinaio di casi è descritto in letteratura e si stima che la prevalenza nella popolazione generale sia intorno all'1% (prevalentemente uomini adulti).
Nel DSM-5 è codificato come parasonnia non-REM con comportamento sessuale correlato a sonnambulismo.